# Biserica Adormirea Maicii Domnului din Galșa
Biserica Adormirea Maicii Domnului din Galșa este un monument istoric aflat pe teritoriul satului Galșa, comuna Șiria. În Repertoriul Arheologic Național, monumentul apare cu codul 12386.01.